# Moczkowo
Moczkowo – wieś w Polsce położona w województwie zachodniopomorskim, w powiecie myśliborskim, w gminie Barlinek.
W latach 1975–1998 miejscowość administracyjnie należała do województwa gorzowskiego.
Wieś leży przy drodze do Gorzowa Wielkopolskiego. Nieopodal znajduje się Jezioro Barlineckie i źródełko Boży Dar. 
W miejscowości funkcjonuje Wiejski Klub Sportowy Sąsiedzi Moczkowo. 
Przez wieś przebiega droga wojewódzka nr 151.